# Poggiomarino
Poggiomarino là một đô thị ở tỉnh Napoli ở vùng Campania, cách khoảng 25 km east of Napoli. Tại thời điểm ngày 31 tháng 12 năm 2004, đô thị này có dân số 20.,516 người và diện tích là 13,3 km².
Đô thị Poggiomarino bao gồm frazioni (đơn vị cấp dưới, chủ yếu là thôn làng) Flocco and Fornillo.
Poggiomarino giáp các đô thị: Boscoreale, Palma Campania, San Giuseppe Vesuviano, Scafati, Striano, Terzigno.